# NGC 2966
NGC 2966 est une galaxie spirale intermédiaire située dans la constellation du Sextant. NGC 2966 a été découverte par l'astronome français Édouard Stephan en 1884.

## Caractéristiques
NGC 2966  présente une large raie HI. Elle renferme également des régions d'hydrogène ionisé. De plus, c'est une galaxie à sursaut de formation d'étoiles. 

### Distance
Sa vitesse par rapport au fond diffus cosmologique est de 2 379 ± 24 km/s, ce qui correspond à une distance de Hubble de 35,1 ± 2,5 Mpc (∼114 millions d'al).
À ce jour, quatre mesures non basées sur le décalage vers le rouge (redshift) donnent une distance de 22,600 ± 1,851 Mpc (∼73,7 millions d'al), ce qui est à l'intérieur des valeurs de la distance de Hubble. Puisque cette galaxie est relativement rapprochée du Groupe local, il est probable que cette valeur soit plus près de la distance réelle de NGC 2966. Notons que c'est avec la valeur moyenne des mesures indépendantes, lorsqu'elles existent, que la base de données NASA/IPAC calcule le diamètre d'une galaxie et qu'en conséquence le diamètre de cette galaxie pourrait être d'environ 23,5 kpc (∼76 600 al) si on utilisait la distance de Hubble pour le calculer.

### Classification
Aucune barre n'est visible sur l'image de l'étude SDSS, aussi la classification de spirale intermédiaire par le professeur Seligman correspond mieux à la réalité que la classification de spirale barrée indiquée par Wolfgang Steinicke et par la base de données NASA/IPAC.

### Émission de radiation ultraviolette
NGC 2966 est une galaxie dont le noyau brille dans le domaine de l'ultraviolet. Elle est inscrite dans le catalogue de Markarian sous la cote Mrk 708 (MK 708).

### Luminosité dans l'infrarouge
La luminosité de la galaxie NGC 2966 dans l'infrarouge lointain (de 40 à 400 µm)  est égale à 1,17 × 1010 {\displaystyle L_{\odot }} (1010,07{\displaystyle L_{\odot }}) et sa luminosité totale dans l'infrarouge (de 8 à 1 000 µm) est de 1,82 × 1010 {\displaystyle L_{\odot }} (1010,26{\displaystyle L_{\odot }}).

## Supernova
La supernova SN 2011in a été découverte dans NGC 2966 le 10 novembre 2011 par S. B. Cenko, W. Li, et A. V. Filippenko dans le cadre du programme LOSS (Lick Observatory Supernova Search) de l'observatoire Lick. Cette supernova était de type II.

## Groupe de NGC 2962
Avec les galaxies NGC 2962 et UGC 5107, NGC 2966 forme un petit groupe de galaxies, le groupe de NGC 2962.